# Salish
Pour les articles homonymes, voir Salish (homonymie).

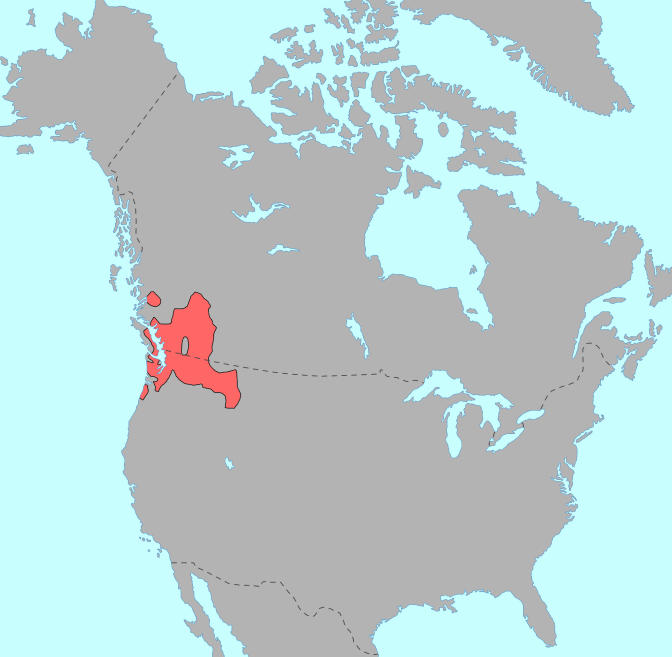
Les territoires salish au Canada et aux États-Unis

Le terme salish (on trouve parfois en français l'orthographe « salishe » ainsi que l'adjectif « salishen » et plus rarement « salishien » ; plus anciennement, on trouve aussi « salich[e] » et « sélish[e] » ; en anglais on utilise le nom salish et l'adjectif salishan)  fait référence, d'un point de vue linguistique, culturel ou ethnographique, à des populations amérindiennes originaires du sud de la Colombie-Britannique au Canada et du nord des États de Washington, Idaho et Montana aux États-Unis, dont les langues d'origine présentent des caractéristiques communes.

## Origine du mot « salish » et précisions à son sujet
Le nom « salish » provient du mot « Salst » qui, en langue okanagan (une langue salish de l'intérieur) signifie « individu ».
Les tribus que l'on désigne aujourd'hui par « salish », ne s'appelaient pas elles-mêmes salish. Certaines tribus avaient un mot spécifique pour se désigner, d'autres n'avaient aucun mot particulier pour cet usage. Salish n'est donc pas le nom d'une tribu particulière, mais un terme qui a été utilisé a posteriori pour la classification linguistique. Par extension ce terme est utilisé également pour désigner les populations parlant originellement les langues concernées.
Le mot « salish »  est désormais très utilisé au Canada et aux États-Unis y compris par les descendants des populations d'origine. Il est devenu un qualificatif commun pour désigner tout ce qui se rapporte soit aux tribus indiennes concernées soit aux territoires d'origine de ces tribus. D'où, par exemple, l'expression officieuse de « mer des Salish » (en anglais : Salish Sea), de plus en plus utilisée localement pour désigner l'ensemble géographique couvrant les bassins des détroits de Géorgie et de Juan de Fuca et de la baie Puget (Puget Sound).
Il faut signaler cependant qu'il existe une tribu d'indiens Têtes-Plates (Flatheads en anglais) qui s'appellent eux-mêmes « Salish ».

## Classification
Le terme salish regroupe de nombreuses tribus distinctes plus ou moins proches entre elles en fonction de leur langue, de leur culture ou de leur mode de vie ancestral. Une classification n'est donc pas facile. On peut cependant distinguer trois grandes familles ethniques :
- Les Bella Coola (ou Nuxálk) qui vivent sur la côte nord de la Colombie-Britannique
- Les Salish de la côte qui vivent autour des détroits de Géorgie et de Juan de Fuca
- Les Salish de l'intérieur qui vivent à l'intérieur des terres de part et d'autre de la frontière entre la Colombie-Britannique et l'État de Washington.

Pour une classification plus complète, voir l'article langues salish.

## Culture

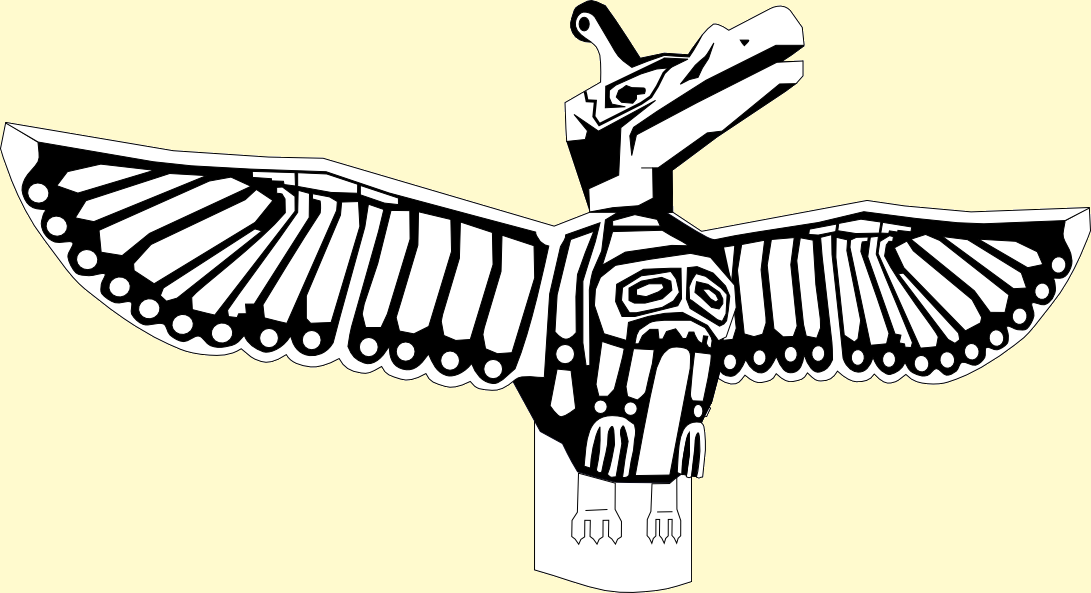
Dessin d'un totem dans le style artistique salish

### Art
Les peuples salish et leurs voisins immédiats ont développé des traditions artistiques remarquables par leur style et leur originalité, notamment dans la sculpture et la gravure. Les objets ainsi produits suivent des règles établies si claires que leur provenance est facile à reconnaître. Le style linéaire et configuratif est l'élément essentiel de cet art. Ce style consiste en des lignes continues, coulantes, courbes, qui tournent, s'enflent et rapetissent d'une manière précise pour former tant des formes abstraites que pour esquisser des silhouettes d'êtres vivants (humains ou animaux) ou pour tracer des éléments imbriqués dans d'autres motifs.

### Habitat
Le mode d'habitation traditionnel salish de la côte est caractérisé par la « maison longue » (« longhouse »). Il s'agit d'une maison de forme allongée (de l'ordre de vingt à trente mètres de longueur) construite en bois (généralement de conifère), matériau très abondant dans la région. La maison comportait généralement une porte d'entrée face au rivage et située dans l'axe principal. À l'intérieur de la maison se trouvaient deux séries d'alcôves disposées de part et d'autre de cet axe longitudinal. Chaque alcôve était équipée d'un foyer. Un totem était placé devant la maison.

## Langues salish
Les langues salish sont une famille de langues parlées à l'origine par des populations amérindiennes originaires du sud de la Colombie-Britannique au Canada et du nord des États de Washington, Idaho, Montana et Oregon aux États-Unis (populations salish). Il s'agit de langues agglutinantes.

## Écosystème

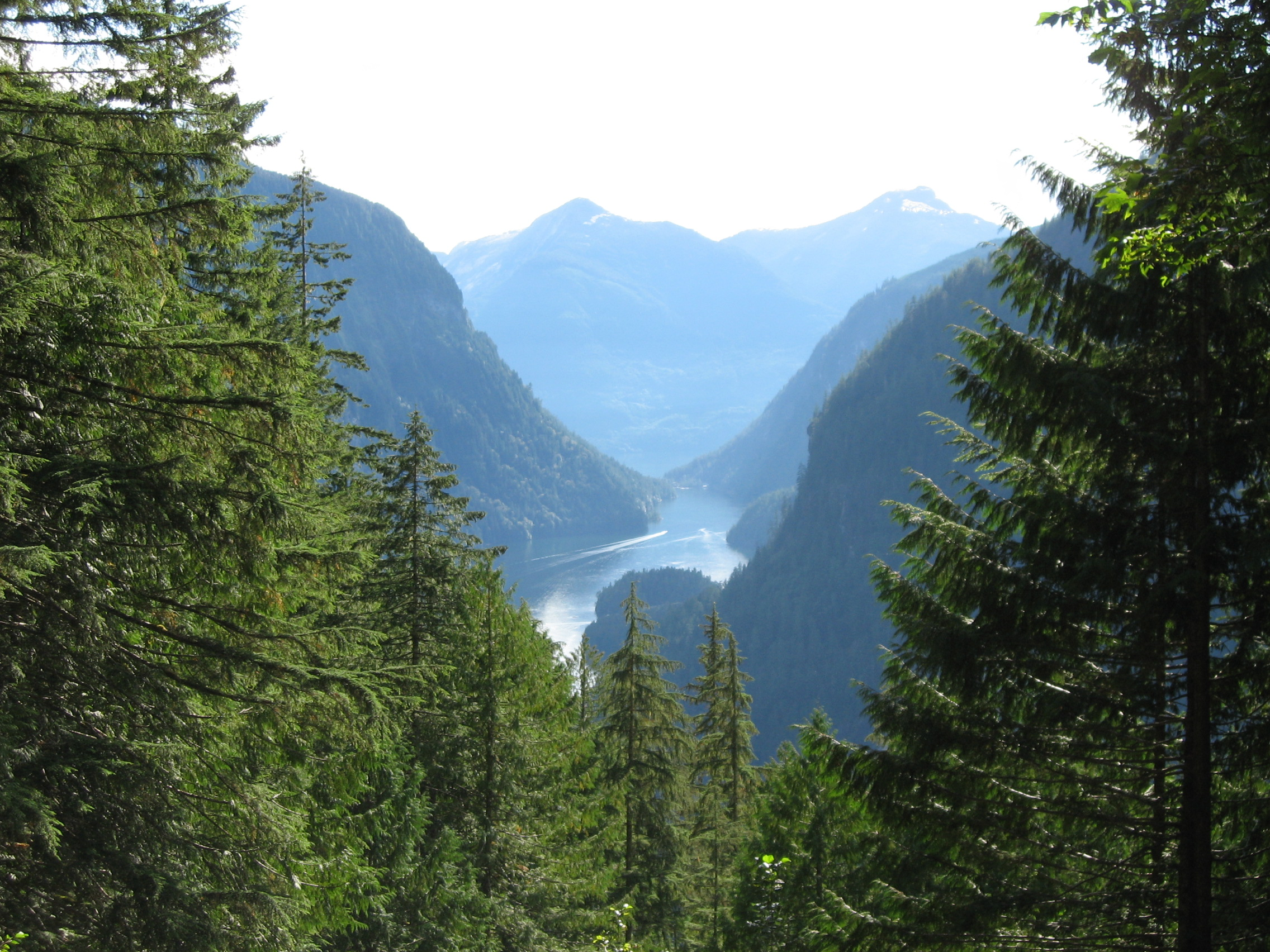
Les paysages spectaculaires des territoires salish, ici une vue de Princess Louisa Inlet dans la baie Jervis

Les mouvements tectoniques et les glaciations qui se sont déroulés durant des millénaires dans les territoires salish, ont forgé les paysages tels que nous les connaissons actuellement : côtes montagneuses découpées de nombreux fjords profonds formant de véritables mers intérieures au climat tempéré et humide, hautes montagnes aux sommets enneigés couvertes de grandes forêts de conifères et abritant de nombreux lacs et cours d'eau bordés de sous-bois touffus, larges estuaires à fond de vase.
Ces conditions ont permis la constitution d'un écosystème remarquable par sa richesse et sa diversité. Les populations amérindiennes qui vivaient dans ces territoires disposaient ainsi de ressources importantes tant pour assurer leur nourriture que pour leur fournir les matériaux pour l'habillement, la construction ou l'allumage du feu.
Le gibier notamment était très abondant : cerfs à queue noire, ours, élans, chèvres de montagnes, mammifères marins (phoques, marsouins), poissons (notamment le saumon du Pacifique et une sorte d'éperlan appelée eulakane), crustacés et coquillages. La végétation naturelle fournissaient également les fruits et les bulbes nécessaires à l'alimentation.